# Aire provinciale de loisir de Payne Lake
L'aire provinciale de loisir de Payne Lake (anglais : Payne Lake Provincial Recreation Area) est l'une des 229 aires provinciales de loisir de l'Alberta. Cette petite aire protégée de 37 ha est située au sud du lac Payne dans le comté de Cardston, près du parc national des Lacs-Waterton.